# 蛋塔效應
蛋塔效應（英語：Portuguese egg tart effect），形容特定一段期間內，許多相同性質的店面或公司如雨後春筍般興起，並伴隨著大批消費者的衝動性購買行為，但不久後就發生極為迅速的衰退潮或倒閉潮。源於1998年澳門葡式蛋塔進入臺灣市場造成排隊風潮，不到半年買氣急速下滑。類似的用語如內捲（involution）。

## 類似案例

### 臺灣
2014年2月，日本雷神巧克力在臺灣引起搶購潮，但不到3個月就出現衰退潮。
2015年11月，臺灣多家醫美診所發生倒閉潮。
2017年9月，臺灣義美食品推出「厚奶茶」，因標榜含有50%牛奶，三大瓶賣新台幣135元，大量顧客在好市多狂奔搶購厚奶茶的情景也登上了新聞。10月，好市多門口仍有排隊人潮，義美食品總經理高志明接受《今周刊》專訪表示：「我也不知道為什麼賣這麼好」。11月，厚奶茶的人氣出現衰退潮，部分好市多分店的厚奶茶因此滯銷。

### 中國大陸
2017年11月，中國大陸超過100個直播平台宣告停業，網路直播風潮曾在2016年被稱為「直播元年」。